# Mantanahalli, Nagamangala
Mantanahalli là một làng thuộc tehsil Nagamangala, huyện Mandya, bang Karnataka, Ấn Độ.